# Oostvoorne
Oostvoorne is een dorp gelegen in de gemeente Voorne aan Zee op het eiland Voorne in de Nederlandse provincie Zuid-Holland. Het inwonertal bedraagt 8.390.
Tot 1 januari 1980 was Oostvoorne een zelfstandige gemeente, bestaande uit de gelijknamige kern en Tinte. Per 1 januari 1980 werd de gemeente samengevoegd met Rockanje tot de nieuwe gemeente Westvoorne. Op 1 januari 2023 fuseerde die gemeente met de gemeentes Brielle en Hellevoetsluis tot de nieuwe gemeente Voorne aan Zee. Na 42 jaar verdween toen de naam Westvoorne.

## Dialect
Traditioneel spraken de inwoners het Oostvoorns dialect. Dit is verwant aan het Zeeuws, net als het Flakkees dat op Goeree-Overflakkee gesproken wordt. Het Oostvoorns sterft in rap tempo uit door de grote instroom van Rotterdammers en mensen uit andere steden in de omgeving.

## Religie en kerken
De Protestantse Gemeente Oostvoorne, aangesloten bij de Protestantse Kerk in Nederland, houdt haar godsdienstoefeningen in de Dorpskerk aan het kerkplein. Deze kerk werd in de 12e eeuw gesticht en gewijd aan Lambertus van Maastricht. De Jerusalemkerk aan de Valkenlaan is het onderkomen van de Gereformeerde Gemeente Oostvoorne. De Gereformeerde Rialaankerk werd in 2012 gesloten. Het dorp kent een kleine gemeenschap Rooms-katholieken. Vanaf 1962 hadden zij met de Sint Pancratiuskerk aan de duinlaan een eigen kerk. Deze diende als hulpkerk voor de overkoepelende parochie H.H. Martelaren van Gorcum in Brielle. In 2005 is dit houten kerkgebouw gesloten en gesloopt. 

## Monumenten
- In het dorp Oostvoorne staat de goed geconserveerde ruïne/reconstructie van het middeleeuwse mottekasteel de Burcht van Voorne, ook wel Jacoba Burcht genoemd omdat ze als buitenverblijf van Jacoba van Beieren fungeerde. De burcht was slecht gefundeerd en daardoor al in de 17e eeuw niet meer dan een ruïne.
- Huis Overburgh was in de middeleeuwen het woonhuis van het kapittel van de kerk van Voorne. Later werd het een boerderij met als naam 'Jacobahoeve.' In de 20e eeuw was er enige tientallen jaren lang een jeugdherberg in gevestigd. Na grondige restauratie is het nu weer een woonhuis.
- Het landhuis 't Reigersnest is in 1920 ontworpen door de architecten P. Vorkink en J.Ph. Wormser in de stijl van de Amsterdamse School.
- Oostvoornse korenmolen uit 1821 op de Molendijk buiten het dorp.

## Geografie
Het dorp kent in het geheel geen straatnamen die eindigen op -straat. Er zijn alleen wegen, lanen, een enkele dijk en paden. Een fragment uit het lied 'Oostvoorne aan zee' noemt het dan ook "Jij dorpje zonder enen straat, waar weg en laan doorhenen gaat."
Oostvoorne had lange tijd als enige plaats in Nederland een autostrand. Het strand zou al voor de Tweede Wereldoorlog toegankelijk zijn geweest voor auto's. Ook de tramlijn Spijkenisse - Oostvoorne eindigde van 1906 tot de opheffing in 1965 aan of op het strand. In 1992 vond een groep mensen dat het strand moest worden gesloten voor auto's. Na jarenlang overleg, waaraan de gemeente Westvoorne zich al snel onttrok, besloot de provincie Zuid-Holland het strand per 15 oktober 2004 te sluiten voor auto's en er een vogelgebied van te maken.
Door Oostvoorne loopt de Europese wandelroute E9, ter plaatse ook Noordzeepad of Deltapad geheten.

## Geboren in Oostvoorne
- Wil den Hollander (1915-2000), schrijfster
- Belinda Meuldijk (1955), actrice en tekstschrijfster
- Hans Kuyper (1962), kinderboekenschrijver en stadsdichter van Zaanstad (2007-2011)
- Marie-Claire van den Berg (1974), journaliste, schrijfster, columniste, presentator
- Tigo Zijlstra (2001-2021), youtuber
- Youri Baas (2003), professioneel voetballer, jeugdinternational.